# Farní sbor Českobratrské církve evangelické v Telecím
Farní sbor Českobratrské církve evangelické v Telecím je sborem Českobratrské církve evangelické v Telecím. Sbor spadá pod poličský seniorát.
Farářem sboru je Pavel Hanych a kurátorem sboru je Josef Dvořák.

## Faráři sboru
- Josef Martinek (1874–1914)
- Jaroslav Martinek (1915–1920)
- František Karel Šedý (1920–1925)
- Otokar Kadlec (1926–1955)
- Jiří Altynski (1956–1969)
- Tomáš Bísek (1970–1982)
- Anna Lavická (1986–2007)
- Lukáš Pešout (2008–2018)
- Jan Hrudka (2018–2023)
- Pavel Hanych (2023-)